# 北川町川内名
北川町川内名（きたがわまちかわちみょう）は、宮崎県延岡市の町名である。2025年１月1日現在、人口1,493人（男689人、女804人）、世帯数835世帯である。郵便番号は、889-0101（祝子川地区のみ882-0097）である。

## 地理
延岡市の北部、旧北川町の北半分に位置する。同地域には国道10号・国道326号・JR九州日豊本線が南北に通る。中心部の熊田をはじめ、12の地区からなる。
北は大分県佐伯市宇目大字木浦・宇目大字南田原・宇目大字重岡・宇目大字大平・直川大字仁田原・直川大字赤木、東を北浦町三川内・熊野江町・須美江町、南を北川町長井、西を日之影町大字見立と接する。

## 歴史

### 年表
- 1889年（明治12年）5月1日 - 町村制施行により、北川村が発足。
- 1972年（昭和47年）11月1日 - 単独町制施行。北川町となる。
- 2007年（平成19年）3月31日 - 北川町が延岡市に編入。「きたがわちょう」から「きたがわまち」に読みが変更。

## 小・中学校の学区
公立小・中学校の通学域は以下の通り。
小学校
- 延岡市立北川小学校

中学校
- 延岡市立北川中学校

## 交通

### 鉄道
- JR九州日豊本線
  - 市棚駅
  - 北川駅（旧町域中心部）

### 道路
- 国道10号
- 国道326号
- 宮崎県道43号北川北浦線

## 施設
- 延岡市立北川中学校
- 延岡市立北川小学校
- 北川郵便局